# Tour d'Aï
Pour les articles homonymes, voir Aï.
La tour d'Aï est un sommet calcaire des Préalpes vaudoises culminant à 2 330 m d'altitude, dans le canton de Vaud en Suisse.

## Géographie

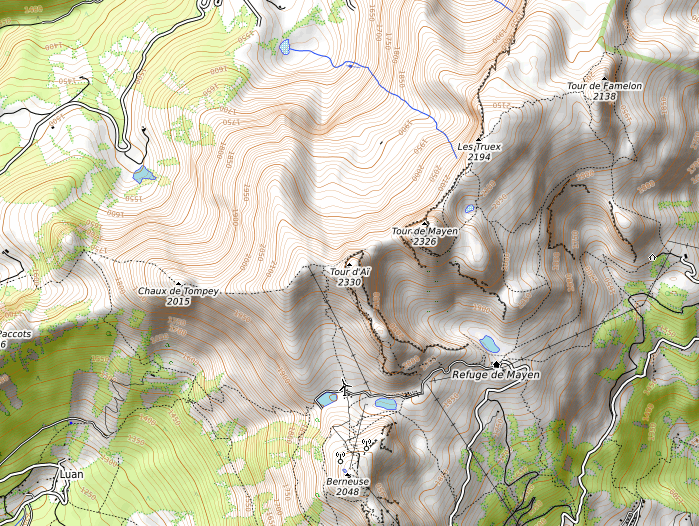
Carte topographique.

La tour d'Aï constitue avec la tour de Mayen et la tour de Famelon une ligne de crête séparant la vallée des Ormonts et la vallée de l'Hongrin (Eau Froide).